# Fitzgerald-River-Nationalpark
Fitzgerald-River-Nationalpark in Western Australia liegt südlich von Perth und ist 170 km von Albany entfernt. In diesem Nationalpark, der nach dem Gouverneur James Fitzgerald benannt ist, liegen die Barren Mountains und Eyre Range und der Park wird vom Fitzgerald River durchflossen.
Das etwa 3300 km² große geschützte Gebiet führt eine einmalige Flora und Fauna. Die Bucht von Point Anne ist der beste Punkt in West-Australien, um die Südlichen Glattwale in ihrer Kinderstube zu beobachten, denn im australischen Winter kommen bis zu 40 Wale in die Bucht, um ihre Kinder zu gebären. In Point Anne gibt es zwei Walbeobachtungs-Plattformen, die Wale kommen bis zu 20 Meter an diese Plattformen, besser als mit jedem Boot, denn die dürfen nur auf 200 Meter an die Wale heranfahren.
Entdeckt wurden im Nationalpark 62 endemische und weitere seltene Pflanzenarten, beispielsweise Drosera prostratoscaposa. Im Landesinneren befindet sich trockenes Land, das das Meer durch Sandstrände an einer langen Küstenlinie begrenzt. Ins Meer münden drei Flüsse, der Gairdner, Fitzgerald und Hamersley River. Im Park gibt es Mount Barren-Berge (unfruchtbare Berge), den East Mount Barren mit 311 Metern, den Mid Mount Barren mit 451 Metern und der West Mount Barren mit 340 Metern Höhe, die die höchsten Erhebungen der rauen Barren Mountain Range sind. Erreicht werden kann der Park vom Westen über die Bremer Bay und vom Osten über Hopetoun. 
Der beste Ausgangspunkt um die  beeindruckenden Natur zu erkunden und  für Walbeobachtungen ist das Quaalup Homestead Wilderness Retreat, welches mitten im Park auf der westlichen Seite liegt, dort gibt es botanische Wanderwege und es ist auch nur 30 km entfernt von Point Anne (Walbeobachtungen und einer der schönsten Strände Australiens). 
Das Innere des Nationalparks kann nur erwandert werden. Da sich im Park die Wurzelfäule, die Phytophthora, ausbreitet, müssen die Vorsichtsmaßnahmen beachtet werden und die Schuhe gründlich gewaschen werden, damit die Verbreitung eingeschränkt werden kann.    

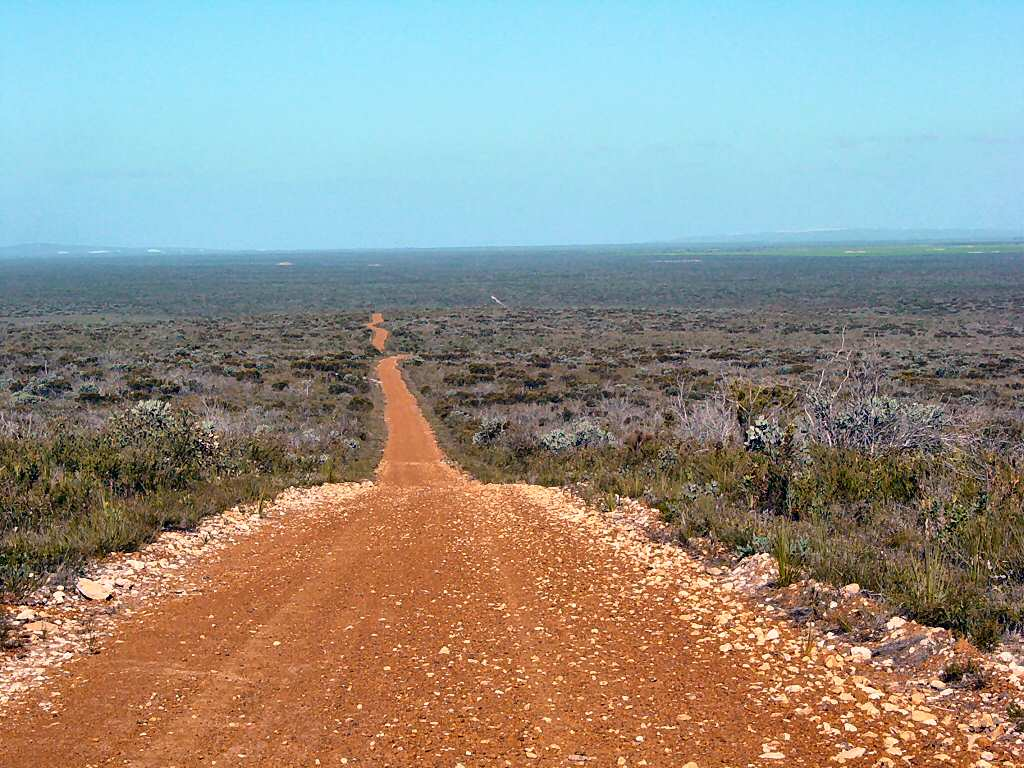
Ein Blick gen Süden
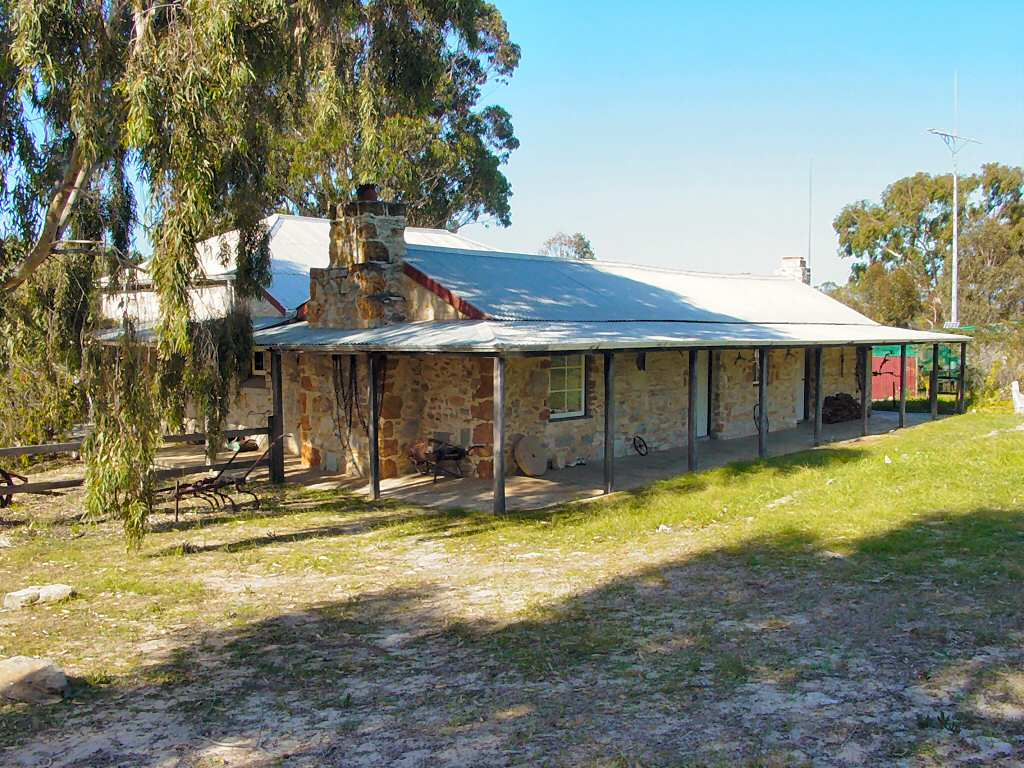
Quaalup Homestead Wilderness Retreat
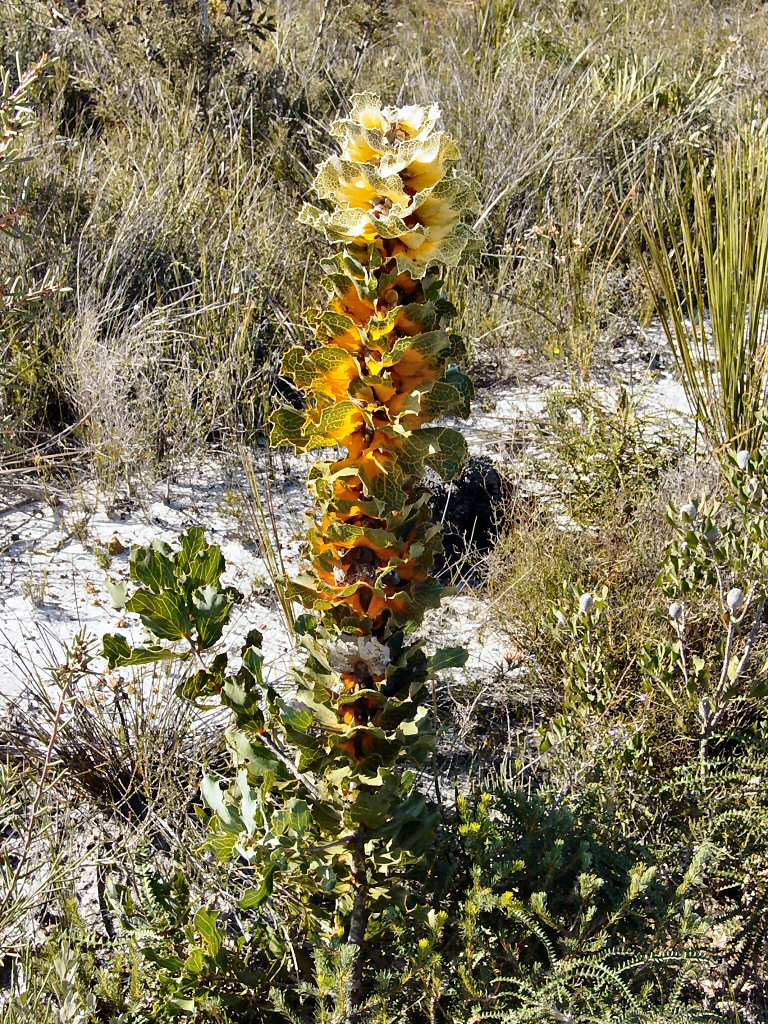
Die seltene Hakea victoria